# Bon Pastor (Sant Andreu)

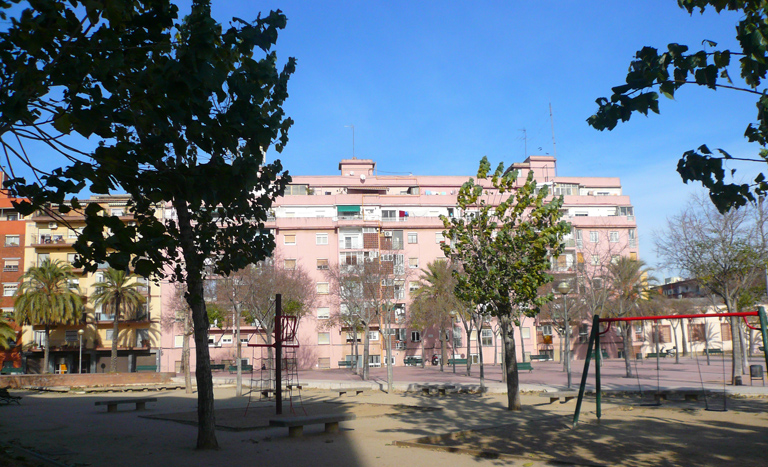
Plaça de Mossen Joan Cortinas, a l'Estadella tocant al terme de Sant Adrià de Besòs

El Bon Pastor és un dels set barris de què es compon el districte barceloní de Sant Andreu.

## Història
El primer nucli d'assentament en els terrenys que seran posteriorment coneguts com a Bon Pastor van ser el barri de Sanchis i els conreus dels voltants; aquest primer nucli es va anar ampliant amb terrenys que es venien a pams a famílies benestants. Amb l'edificació de les 784 cases barates el 1929 la fisonomia del lloc va canviar profundament, tant que sovint s'identifica Bon Pastor amb les seves cases barates, ja que durant molt de temps va ser un nucli urbà d'uns 3000 habitants, al mig d'uns terrenys agrícoles escassament poblats. Avui en dia, al barri de Bon Pastor es distingeixen molt clarament la zona de les cases barates de la resta del barri, conegut genèricament com l'Estadella, i que comprèn la zona del Centre Cívic i de la Biblioteca (edificada el 2005).
El polígon de Cases Barates anomenat "Milans del Bosch" (homenatge de la dictadura de Primo de Rivera al militar Joaquim Milans del Bosch i Carrió va edificar-se l'any 1929 per allotjar immigrants, sobretot obrers vinguts del sud d'Espanya i de l'interior de Catalunya durant l'expansió industrial de la ciutat de Barcelona. Era un dels 4 polígons creats en aplicació de la Ley de Casas Baratas per l'Instituto Municipal de la Vivienda (avui Patronat Municipal de l'Habitatge), incloent els d'Eduard Aunós, al costat del passeig de la Zona Franca, el de Can Peguera –originàriament Ramon Albó– i, a Santa Coloma de Gramenet els de Baró de Viver i Milans del Bosch. El de Milans del Bosch era el més gran dels 4 i constava de 784 cases adossades d'una sola planta, la majoria de les quals no passaven de 40 metres quadrats, mentre que unes 100 (les de "tipus A") tenien 80 metres quadrats. Segons algunes fonts, a les cases barates van ser allotjats alguns dels barraquistes desallotjats de Montjuïc per a la celebració de l'Exposició Universal de Barcelona de 1929; el cert és que molts dels primers habitants del barri van treballar a les obres de l'Exposició i a les obres del metro de Barcelona.
Les cases barates van ser edificades sobre terrenys d'al·luvió de riu, pertanyents aleshores al municipi de Santa Coloma de Gramenet, i tal com el barri bessó de Baró de Viver (polígon de Cases Barates més petit situat poc més a dalt a la vora del Besòs) els terrenys eren de propietat de la Marquesa de Castellvell. Segons la llegenda popular, la Marquesa va donar aquests terrenys com a beneficència pels pobres de la ciutat, tot i que oficialment figuren com a adquirits pel Patronat. El que és clar és que si bé la intenció subjacent de la planificació, i de la mateixa Ley de Casas Baratas, derivava directament de la teoria urbanística de la Ciutat Jardí, a la pràctica les edificacions es van ressentir de l'escassa inversió de fons públics, visible sobretot en l'elecció del terreny, allunyat de la resta de la ciutat i constantment amenaçat per les inundacions del riu.
Durant la República el barri va passar a dir-se Bonaventura Carles Aribau, en homenatge a l'escriptor català; aquest nom va durar només fins al començament de la dictadura franquista. El barri fou bombardejat durant la Guerra Civil espanyola, per la seva proximitat a la fàbrica metal·lúrgica La Maquinista Terrestre i Marítima, on treballaven molts habitants del barri, i també per ser barri republicà amb forta presència d'anarquistes. Després de la Guerra Civil espanyola, l'any 1943 va passar a formar part de la ciutat de Barcelona, juntament amb el veí barri de Baró de Viver. Això fou possible gràcies a la mediació d'un important personatge de l'època, Mossèn Joan Cortina, l'anomenat "pare botella", de la parròquia de Bon Pastor. Fou també a partir del nom de la parròquia que el barri va passar a anomenar-se com actualment. A partir dels anys 50 i 60, al voltant de les cases barates van anar creixent els altres nuclis que conformen avui el barri de Bon Pastor: l'Estadella (ón hi ha avui el Centre Cívic, antigament seu de l'Ateneu Obrer) i les Carolines.
El relatiu aïllament geogràfic del barri (separat de Santa Coloma de Gramenet pel riu Besòs, sobre el qual fins ben entrat els anys 70 no hi havia cap pont que connectés les dues ribes, i de Sant Andreu del Palomar, per les fàbriques i els camps que rodejaven Bon Pastor) va afavorir la permanència d'algunes formes de vida comunitària ja desaparegudes a la resta de la ciutat: La proximitat entre els veïns, que fa possible l'estructura urbanística de planta baixa, ha mantingut Bon Pastor fins avui en dia com un poble dins la ciutat, amb molta vida als carrers i a les places.

## La Remodelació
Dels quatre polígons edificats el 1929, Bon Pastor, a part ser el més gran, és el que va conservar per més temps la seva estructura integral. Els altres, Eduardo Aunós a Zona Franca, Ramón Albó al barri d'Horta i Baró de Viver també al costat del riu Besòs van ser remodelats en el curs de les últimes dècades. Baró de Viver, barri bessó de Bon Pastor, va ser enderrocat integralment el 1985; les cases barates estaven llavors en pèsimes condicions, i tots els inquilins van ser reallotjats en blocs de pisos amb hipoteques assequibles. De la necessitat de remodelar Bon Pastor s'havia estat parlant per molts anys, degudes les condicions sanitàries d'alguns dels habitatges; segons els deferents moments històric, s'entenia per remodelació o la rehabilitació integral del conjunt (a l'època de Germà Vidal), o la demolició integral de les cases barates i substitució amb blocs de pisos (en particular, al pla proposat pel Patronat durant l'època de Porcioles). Finalment la demolició integral va ser l'opció que va ser aprovada, amb la firma d'un conveni entre l'Associació de Veïns de Bon Pastor i el Patronat Municipal de l'Habitatge, a l'octubre 2003.
El Pla de Remodelació, tal com va ser aprovat, preveu l'enderroc en 4 fases de les 784 cases barates i la substitució per blocs de pisos edificats al mateix terreny, ón seran reallotjats tots els habitants. Però els conflictes sobre la validesa del referèndum amb el qual es va ratificar el consens veïnal per l'enderroc, sobre
les indemnitzacions que tocarien als veïns per l'extinció dels contractes de lloguer antics, i sobre les modalitats econòmiques d'accés als nous pisos, van esclatar al mateix any 2003, amb la creació d'un grup de veïns dissidents, alguns dels quals antics membre de l'Associació de Veïns, que van anomenar-se "Associació de Veïns Avis del Barri en Defensa dels Inquilins de Bon Pastor". Els Avis del Barri van portar Patronat, Ajuntament i Associació de Veïns als tribunals, endarrerint l'execució del Pla de Remodelació i defensant els drets contractuals dels titulars dels contractes de lloguer antics. Els 'Avis del Barri' de Bon Pastor defensen que la majoria de les cases barates estan en bones condicions perquè la majoria (i sobretot els més antics) dels seus llogaters han estat fent reformes i manteniment durant tota la vida del barri, i que aquestes inversions haurien de veure's reflectides almenys en les indemnitzacions; mentre que l'Associació de Veïns manté que el baix preu de les hipoteques pels nous habitatges compensa el fet que el conveni que es va firmar implica la renúncia a tota indemnització per extinció dels drets d'arrendament.
La primera fase de la Remodelació va acabar de realitzar-se entre 2007 i 2008. Els habitants de les primeres 154 cases barates van ser traslladats a pisos edificats just devant de les antigues cases, i les cases van ser enderrocades. Les últimes famílies van resistir a anar-se'n de les seves cases demanant al Patronat una indemnització per la finalització dels seus contractes de lloguer indefinit; finalment van ser desallotjades amb una intervenció dels Antiavalots de la Guàrdia Urbana, el 19 d'octubre de 2007.
La segona fase va començar el 2008, amb l'edificació als terrenys que ocupaven les cases barates de la primera fase, dels blocs que allotjaran les properes 200 famílies.

## Cultures

### Arquitectura i tradicions populars
El barri és un dels pocs reductes de la ciutat en què encara el 2008 es pot veure un exemple d'arquitectura popular de principis de segle. A Bon Pastor encara s'aprecia l'urbanisme singular dels polígons, de derivació directa de la Ciutat Jardí encara que condicionat per la falta de recursos i per les dècades d'abandó institucional en qué es va trobar el barri. Aquesta ambigüetat inicial, compensada pel constant treball de "remodelació espontànea" que molts habitants de les cases barates van realitzar en el curs de les generacions, tant sobre els habitatges com sobre els espais públics, fa que al barri convisquin, sovint al costat l'un de l'altre, zones força degradades amb indrets fins i tot luxuosos, sobretot si comparats amb el baix preu dels lloguers antics que encara conserven els habitants de les cases. L'any 2007 l'ONG Arquitectes Sense Fronteres va demanar al Patronat Municipal de l'Habitatge una remodelació d'altre tipus, que respetés el conjunt com a patrimoni històric de la ciutat, i que valorés el treball d'arquitectura popular de les generacions d'habitants que van cuidar de les cases, a falta d'una gestió institucional respetuosa. La demanda va ser reiterada a 2008 a través d'una recollida de signatures feta per l'entitat ESFÁ (Espai de Formació d'Arquitectura) de l'Escola Tècnica Superior d'Arquitectura de Barcelona. Però el Pla de Remodelació ja estava aprovat i en curs d'execució.
L'estructura urbanística ha afavorit el manteniment d'alguns trets específics de les cultures populars de les comunitats que viuen al barri, tant entre les famílies d'origen catalana, com entre els "altres catalans" (és una definició de l'escriptor Paco Candel, nascut a un dels altres nuclis de cases barates) immigrants del sud d'Espanya, com entre la població gitana, que té una forta presència al barri. Cal destacar el manteniment d'algunes professions tradicionals, i un ús peculiar de l'espai públic, menys clarament separat de l'espai privat que a la resta de la ciutat. Algunes entitats, com és la Càtedra d'Antropologia Cultural de la Universitat de Barcelona, i el Departament d'Antropologia de la Universitat Harvard, van demostrar el seu interès pel patrimoni immaterial i per la cultura popular del conjunt de cases barates de Bon Pastor, amenaçat per l'enderroc.

### Música i arts escèniques
Dins de l'àmbit musical, s'ha de destacar que de les cases barates de Bon Pastor és originari un dels grups més importants de la Rumba Catalana, el trio Rumba Tres, format per Pedro Capdevila, Jose Sardaña i Joan Capdevila, que van debutar l'any 1963 amb el nom de "Los Espontáneos", i que segueixen actius encara després de més de 40 anys.
Entre els personatges del barri coneguts al món artístic està el recentment desaparegut José Adell (19..-2008), conegut com "El Cheche", que va ser un dels actors protagonistes de l'adaptació cinematogràfica de Makinavaja. També s'ha de mencionar l'escriptor Jorge Larena Castejón (Barcelona, 1959), candidat a 2002 al Premio Planeta per la novel·la "Sombras de otoño", i el futbolista Sergio García, natural de les Cases Barates, que a la temporada 2003-2004 va jugar pel F.C. Barcelona.

### Política
Salvador Angosto Calvet (Barcelona, 1947), és un dels activistes i representants veïnals més destacats del barri. Des de la militància clandestina durant el franquisme, va ser durant molt de temps president de l'Associació de Veïns de Bon Pastor, i després d'haver cobert importants càrrecs al Districte de Sant Andreu, va ser decorat el 2007 amb la Medalla d'Honor de Barcelona.
Jose María Fanlo Ruiz, profesor de l'Escola d'Adults del Bon Pastor (Barcelona). Elegit Conseller del Districte de Sant Andreu (Barcelona) per Barcelona en Comú a les eleccions municipals de 2015.

## Entitats
- Colla Bruixes i diables Bon Pastor
- Associació de Grallers i Capgrossos del Bon Pastor "FEM SOROLL"
- Associació de veïns i veïnes de Bon Pastor
- Avis del Barri en defensa dels inquilins de Bon Pastor